# Ludwigskirche (Saarbrücken)

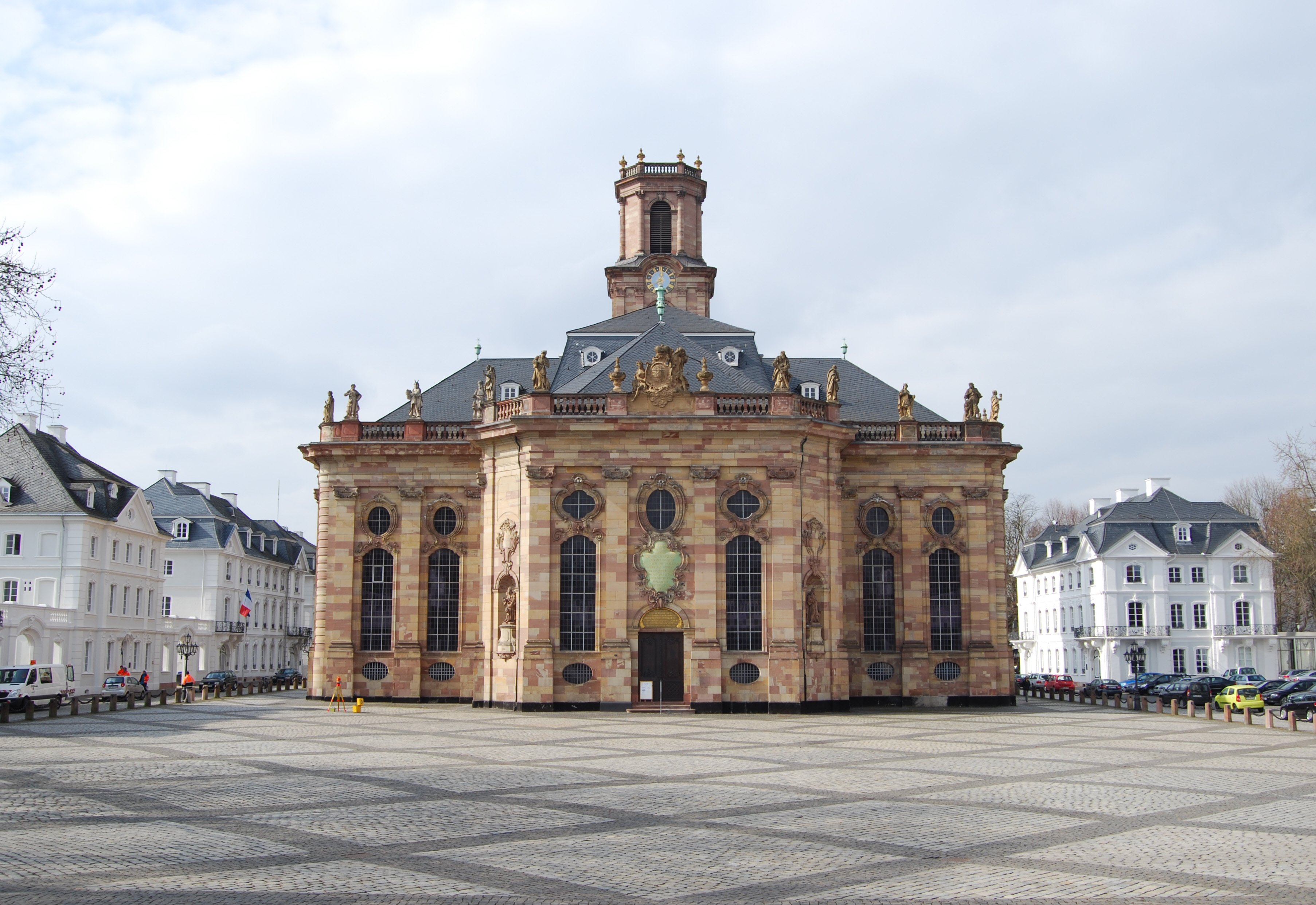
Ludwigskirche Saarbrücken

Die Ludwigskirche ist eine evangelische Kirche auf dem Ludwigsplatz in Saarbrücken. Der barocke Sakralbau wurde ab 1762 durch Fürst Wilhelm Heinrich von Nassau-Saarbrücken von Friedrich Joachim Stengel errichtet. Die Ludwigskirche ist ein Wahrzeichen der Stadt und gilt als einer der bedeutendsten evangelischen barocken Kirchenbauten Deutschlands. Benannt ist sie nach ihrem Vollender Fürst Ludwig von Nassau-Saarbrücken.

## Geschichte

### Errichtung des barocken Sakralbaues

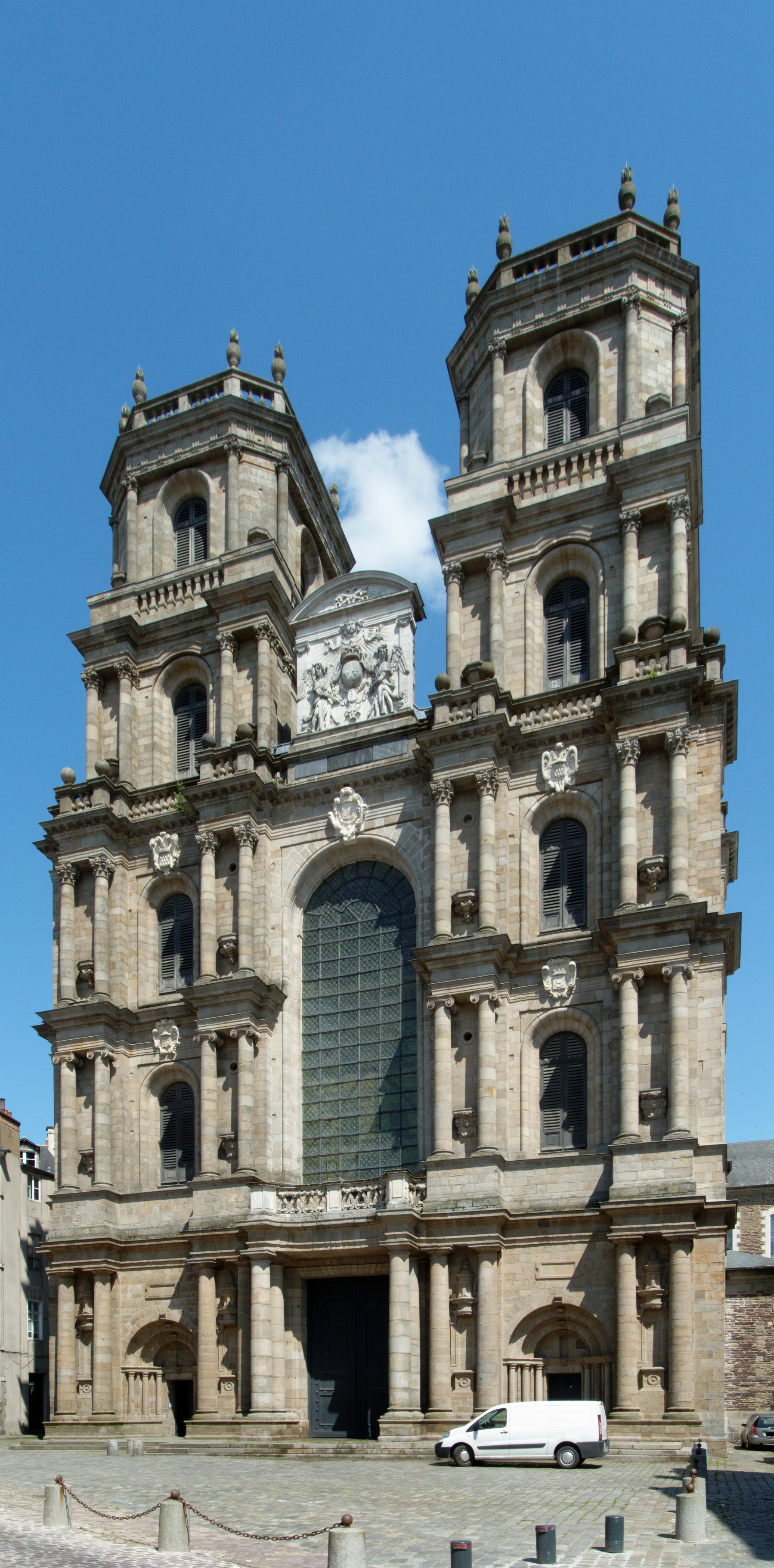
Die im Jahr 1704 vollendete Turmfassade der Kathedrale St. Pierre in Rennes mit auffälligen Parallelen zur Turmgestaltung der Ludwigskirche

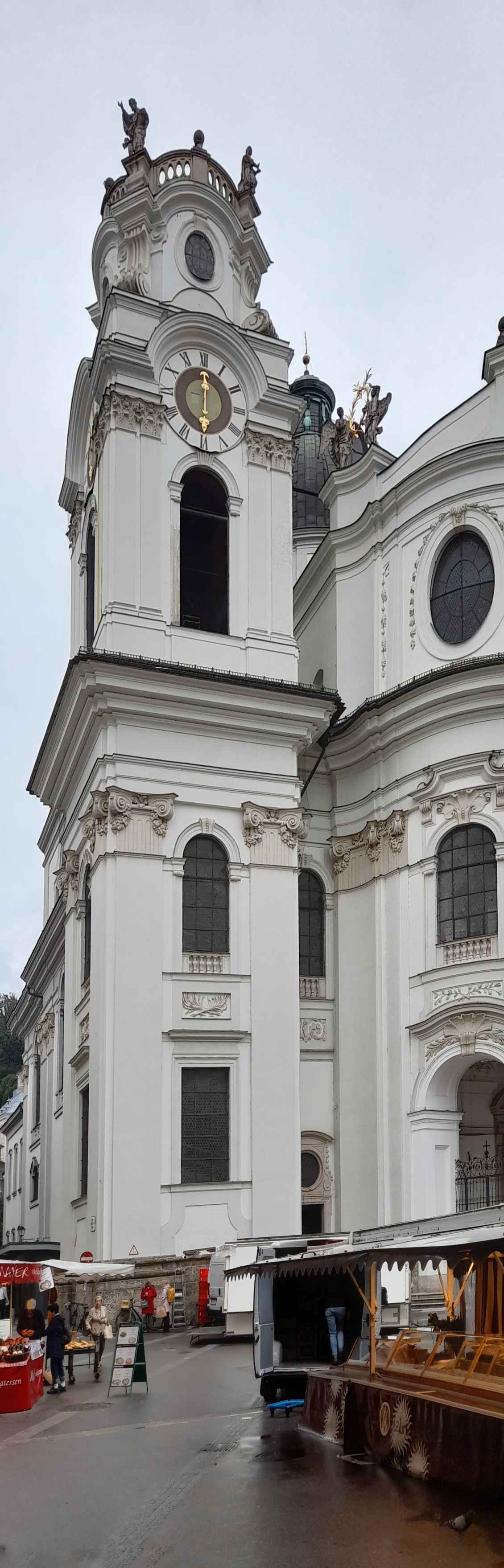
Die 1707 eingeweihte barocke Salzburger Kollegienkirche des Architekten Johann Bernhard Fischer von Erlach weist besonders im Glockengeschoss zahlreiche Strukturmuster des später errichteten klassizistischen Ludwigskirchturms vorbildhaft auf, hier linker Fassadenturm

Wilhelm Heinrich, Fürst zu Nassau und Graf zu Saarbrücken, ordnete in seiner Eigenschaft als „Summus episcopus“ der evangelisch-lutherischen Kirche seines Territoriums am 21. Oktober 1761 den Bau einer lutherischen Kirche in der Residenzstadt Saarbrücken an. Lange Zeit war die gotische Schlosskirche als Pfarrkirche, Hofkapelle und Begräbniskirche genutzt worden, die nun zu klein geworden war. Der Bau sollte inmitten eines neu zu errichtenden Platzes als „Gesamtkunstwerk“ im Sinne einer barocken place royale liegen und für große Repräsentationszwecke und als neue Grablege dienen. Für das Projekt lieferte Friedrich Joachim Stengel die Baupläne und am 4. Juni 1762 wurde der Grundstein zum Neubau der Kirche feierlich gelegt. Die lateinische Grundstein-Inschrift lautet ins Deutsche übersetzt:

„Für die Nachwelt! Als die Menge der evangelisch-lutherischen Bürger in der Stadt Saarbrücken sich so vermehrt hatte, dass die alte Kirche nahe dem Schlosse, die vor 300 Jahren erbaut wurde, sie kaum mehr fassen konnte, sorgte der erlauchteste Fürst und Herr, Herr Wilhelm Heinrich von Nassau-Saarbrücken, der Vater des Vaterlandes, für die Erbauung dieses neuen heiligen Gotteshauses zur Ehre Gottes T.O.M. und zum öffentlichen Nutzen der evangelischen Gemeinde hauptsächlich auf seine Kosten. Dessen Grundstein befahl er zu legen im Jahre Christi 1762 am 4. Tage des Monats Juni.“

Stengel wurde bei seiner Arbeit durch den Bildhauer Jacques Gounin tatkräftig unterstützt. Gounin fertigte sämtliche Modelle nach Stengels Angaben, vergrößerte dessen Zeichnungen maßstabsgetreu und war verantwortlich für die Arbeit an den Kapitellen und den Fensterumrahmungen.
Friedrich Joachim Stengel lehnte sich bei seinen Kirchenbauten an die Breitsaal-Formen des Architekturtheoretikers Leonhard Christoph Sturm an und modifizierte sie nach den jeweiligen Erfordernissen.
Im Jahr 1761 hatte man als Zielvorgabe der Fertigstellung der Kirche das Jahr 1765 anvisiert. Als der Auftraggeber, Graf Wilhelm Heinrich im Jahr 1768 starb, war allerdings nur das Äußere der Kirche weitgehend vollendet. Der Turm war noch im Bau. Nach dem Tod Wilhelm Heinrichs verschleppte sich die Fertigstellung unter seinem Sohn und Nachfolger Fürst Ludwig zunehmend. Erst im Jahr 1772 waren die Stuckarbeiten des Innenraumes durch den Stuckateur Wunnybaldt Wagner fertiggestellt. Im Jahr 1773 verfügte Ludwig die Fertigstellung des Innenraumes und der gesamten Kirche sowie die Anlage einer Begräbnis-Gruft unter dem Westarm. Im selben Jahr fertigte der Schweizer Stuckateur Carlo Luca Pozzi zehn Karyatiden-Hermen für die Emporen im Innenraum, im Jahr 1774 vollendete der Bildhauer Johann Philipp Mihm zwei Karyatiden-Hermen für die Stützen der Nordempore. Mihm schuf ebenso die Amortissements des Außenbaues nach den von Gounin gefertigten Modellen. Für die Verfertigung des Statuenzyklus am Außenbau zeichnete der Wiener Bildhauer Franziskus Binck verantwortlich.
Im selben Jahr wurde auch der Prospekt der Orgel installiert, der bereits im Jahr 1768 hätte vollendet sein sollen. Kostenvoranschläge für die Orgel haben sich von den Manufakturen der Gebrüder Stumm aus Sulzbach im Hunsrück (vom 12. Juni 1762) und von Johann Andreas Silbermann aus Straßburg (vom 18. Februar 1762) erhalten. Da der Kostenvoranschlag der Manufaktur Silbermann um 25 % höher lag als der der Gebrüder Stumm, bekamen diese den Zuschlag und verfertigten 1763/1764 den Entwurf des Orgelprospektes.
Kanzel und Kirchengestühl wurden im Jahr 1774 fertig, im Jahr 1775 der Altar, sodass man am 25. August, dem Todestag des französischen Königs Ludwig IX. (des Heiligen) (gestorben am 25. August 1270 während des Siebten Kreuzzuges in Karthago), die Kirche mit einem feierlichen Gottesdienst und einer eigens zu diesem Anlass komponierten Kantate einweihen konnte.
Die lateinischen Inschriften über dem Hauptportal lauten in deutscher Übersetzung:
- Kartusche über dem Haupteingang:

Evangelisches Gotteshaus, geweihter Sitz des Heiligen Geistes, erhabene Wirkstätte des Glaubens, der Hoffnung, der Liebe. Zum öffentlichen Lobe Gottes von Wilhelm Heinrich, Fürst von Nassau, Landesvater der evangelisch-lutherischen Gemeinde, freigiebig, gottesfürchig, prächtig erbaut 1765.
- Inschrift Ludwigs im Tympanon des Hauptportals:

Dieses vom Vater begonnene Monument der Gottesverehrung hat vollendet und im Inneren zierlich ausgeschmückt und schließlich dem Gottesdienst gewidmet, der Sohn Ludwig, Schüler und Nacheiferer der väterlichen Tugend, Fürst von Nassau, Graf zu Saarbrücken, im Jahr 1773 nach der Geburt Christi.
Seit der Einweihung nannte man die Kirche nach ihrem Vollender „Ludwigskirche“, während der sie umgebende Platz seit dem Jahr 1763 nach dessen Vater Wilhelm Heinrich noch Heinrichsplatz genannt wurde. Erst in späterer Zeit wurde der Platz in Analogie zur Kirche in Ludwigsplatz umbenannt. In manchen fremdsprachigen Übersetzungen wird die Kirche fälschlicherweise nach Ludwig dem Heiligen Eglise St. Louis oder St. Louis church genannt, obwohl eine Benennung von evangelischen Kirchen nach katholischen Heiligen – zumindest bei nachreformatorischen Neubauten – nicht gebräuchlich ist.

### Restaurierungsmaßnahmen

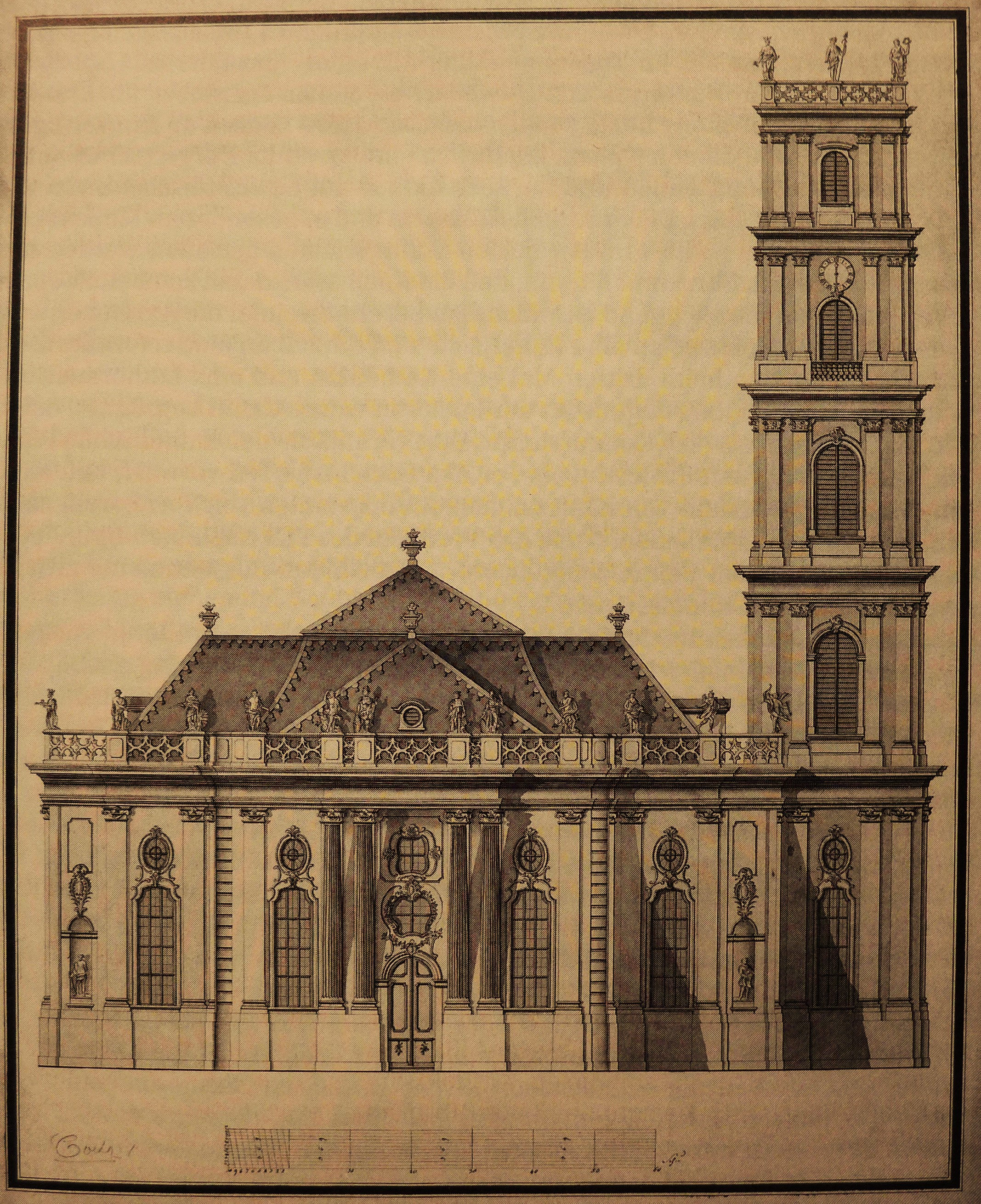
Seitenaufriss der Ludwigskirche für eine geplante Neugestaltung im 19. Jahrhundert: man beachte die fehlenden Amortissements über dem Portal, den um ein Geschoss erhöhten Turm mit zusätzlichen Figuren und die gotisierenden Balustraden (Stadtarchiv Saarbrücken)

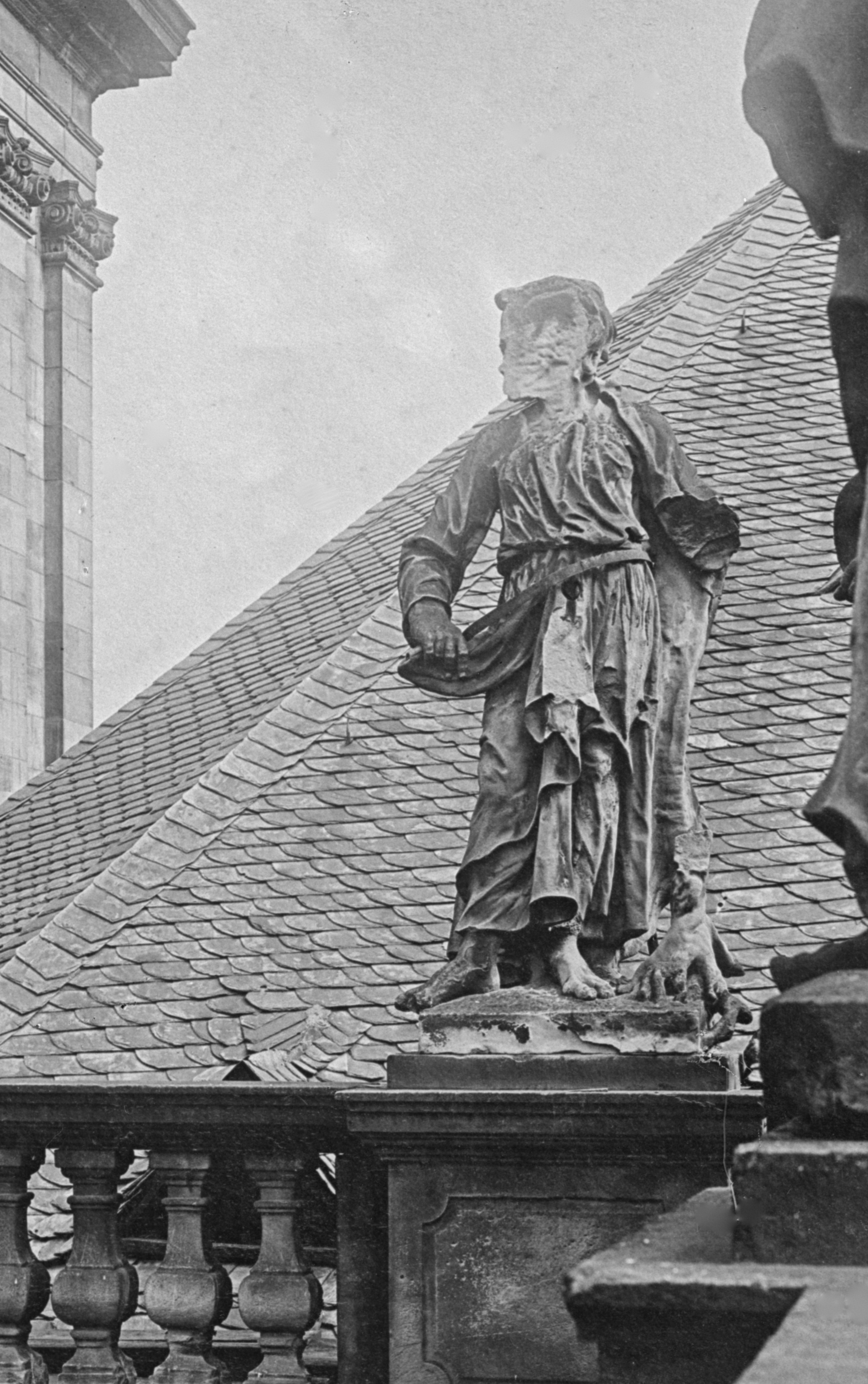
Zustand der Balustradenfiguren vor der Restaurierung 1906

In der Französischen Revolution wurde an der Ludwigskirche das Nassau-Saarbrückensche Landeswappen sowie der Namenszug und das Brustbild des Fürsten Wilhelm Heinrich an den Amortissements entfernt. Die Kirche wurde nun wieder „Neue Kirche“ in Relation zur gotischen Schlosskirche genannt. Drei Turmglocken wurden ausgebaut und nach Metz gebracht. Durch Diebstahl gingen die Bleiauskleidungen in der Rinne zwischen Dach und Attika und die Fallrohre verloren, was zu schweren Feuchtigkeitsschäden am Mauerwerk und zum Verlust des Verputzes und der weißen Außenfarbe führte.
Durch napoleonisches Dekret ging die Kirche am 5. Mai 1806 in die Verantwortlichkeit der Gemeinde über. Bürgermeister Johann Sebastian Bruch bestimmte im selben Jahr neun „gutdenkende“ protestantische Aufseher für die Ludwigskirche. Diese Aufseher sollten im Auftrag des Bürgermeisters den Zustand der Kirche überwachen, Spenden sammeln und Reparaturen anordnen.
In den Jahren von 1885 bis 1887 beseitigte man die 26 Geschlechterstühle in der Kirche und vermauerte die Querovalfenster in der Sockelzone, die diese ehemals mietbaren „Kirchenlogen“ erhellt hatten, um das Problem der Zugluft in der Kirche besser handhaben zu können. Ebenfalls wurde in dieser Zeit eine Zentralheizung in der Kirche eingebaut und die vorher im Raum stehenden großen Öfen entfernt.
Unter Pfarrer Julius Ebeling kam es in den Jahren 1906–1911 zu einer ersten grundlegenden Restaurierung des Bauwerkes durch die preußische Denkmalpflege unter der Leitung von Paul Clemen. Helmut Sachsenröder entfernte als Bauleiter vor Ort den graubraunen Innenanstrich der Ludwigskirche und die Ornamentvergoldungen, die man im 19. Jahrhundert aufgebracht hatte, und entdeckte darunter die originale Farbtönung Stengels. Die Aufzeichnungen Sachsenröders hinsichtlich der Restaurierungsmaßnahmen waren für den Wiederaufbau der Ludwigskirche nach dem Zweiten Weltkrieg von großem Wert. Helmut Sachsenröder tauschte am Außenbau die Attikazone, 14 der 28 Statuen der Dachregion, 10 Schmuckvasen und die Amortissements durch Kopien aus. Die durch die Nässeeinträge im Gefolge der Revolution entstandenen Bauschäden behob Sachsenröder durch eine umfangreiche Erneuerung der Gesimse und des Mauerwerks. Die bunte Fensterverglasung des 19. Jahrhunderts ließ der Bauleiter entfernen und durch Antikverglasung mit bescheidener Malerei ersetzen. Das Orgelwerk wurde durch die Fa. Walcker erweitert und versetzt, während man das alte Gehäuse beibehielt. Moderne Gaslaternen und eine Gasheizung wurden eingebaut.

### Zerstörung im Zweiten Weltkrieg
Während des Zweiten Weltkriegs wurde die Ludwigskirche beim verheerenden britischen Bombenangriff auf Saarbrücken in der Nacht vom 5. auf den 6. Oktober 1944 durch Spreng- und Brandbomben bis auf die Umfassungsmauern zerstört.

### Wiederaufbau

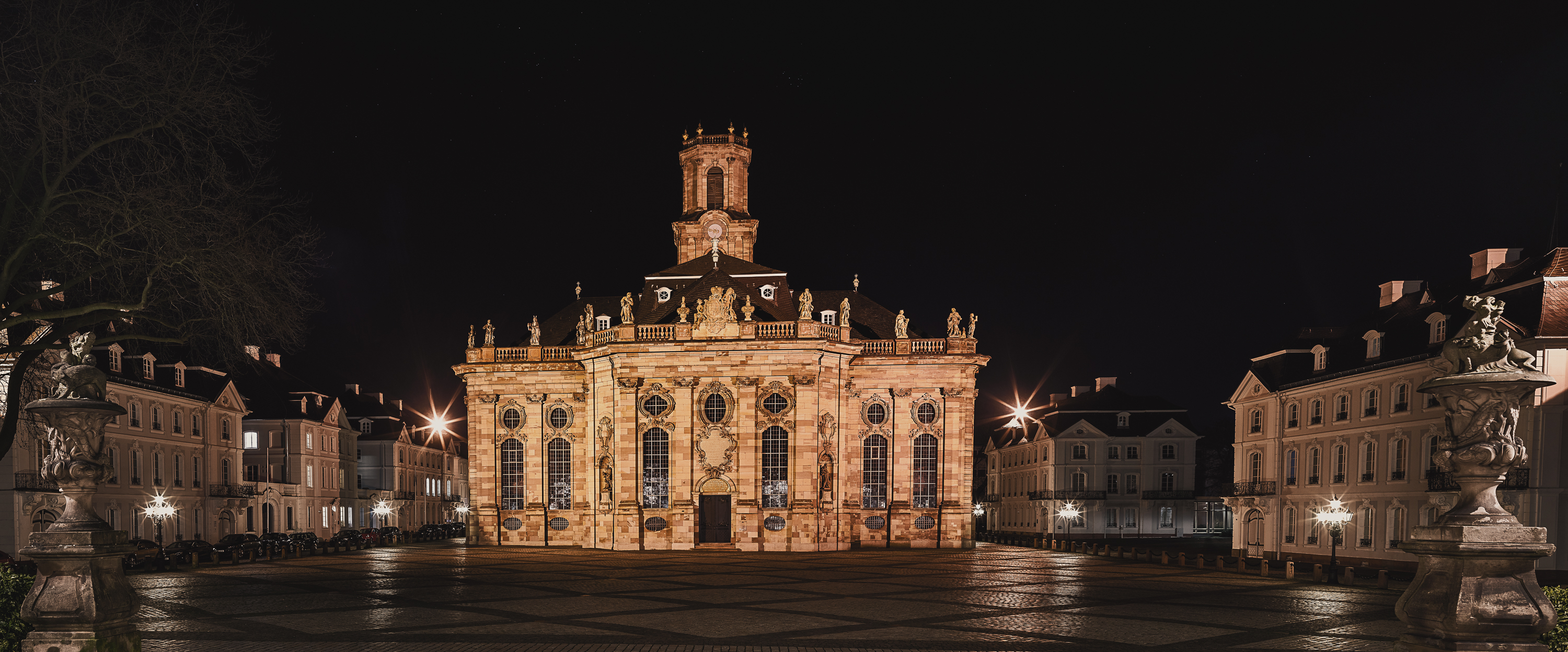
Ludwigskirche, Saarbrücken, Ostansicht bei Nacht, 2020. Foto: Panorama Stitch, Langzeitbelichtung

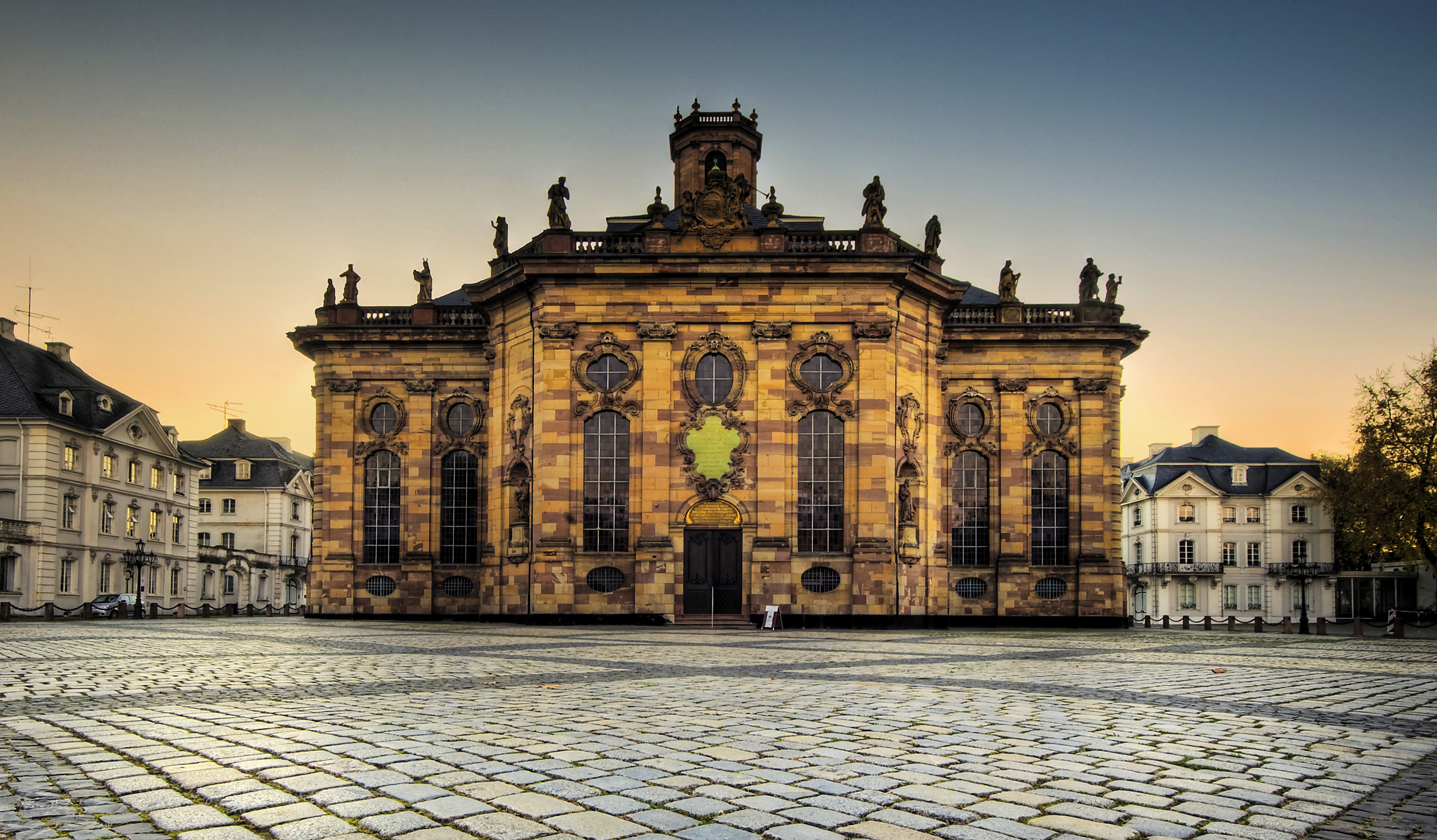
Die Ostfassade der Ludwigskirche, 2007

Nach den Zerstörungen begann die Gemeinde mit der Sicherung der Ruine: Trümmer wurden ausgeräumt und Mauerwerksschäden beseitigt. 1946 wurde offiziell der Auftrag zum Wiederaufbau durch die Gemeinde erteilt. 1947 lag die Baugenehmigung vor. Ziel war die Wiederherstellung der Kirche im Vorkriegszustand, also nicht im originalen Zustand Stengels.
Der Wiederaufbau der Ludwigskirche begann im gleichen Jahr, ist aber bis heute noch nicht abgeschlossen. Unter Leitung des Architekten Rudolf Krüger wurde die Wiederherstellung des Außenbaues in alter Form begonnen. Am 26. Juli 1947 feierte man das Richtfest. Den Dachstuhl der Kirche hatte man aus vorhandenen Stahlrohren montiert. Krüger sanierte ebenfalls in den Jahren 1955–1957 das gesamte Kirchenfundament.
Als problematisch erwies sich die Gestaltung des Innenraumes des Sakralbaues. Krüger vertrat die Ansicht, dass eine barocke „Fürstenkirche“ nicht mehr in die moderne Zeit passe und ein moderner Innenraum dem Empfinden und den Bedürfnissen moderner Menschen angemessener sei als ein „barocker Festsaal“. Der Kirchenbauarchitekt Otto Bartning vertrat im Jahr 1952 als Gutachter die Auffassung, „dass die Ludwigskirche im Innern nicht in der gleichen Form, wie sie Stengel gebaut hat, wiederhergestellt werden darf, weil eine Kopie oder Doublette bekanntlich eine Fälschung ist. Die Kirche muss im Innern nach den Bedürfnissen unserer Zeit erneuert werden.“
Als erster Preisträger eines im Jahr 1958 ausgeschriebenen Architektur-Wettbewerbes begann Rudolf Krüger 1959 mit der Neugestaltung des Innenraumes. Die Decke wurde in den Kreuzarmen mit flachen Rautenmustern und in der Vierung mit Diamantquadern geschmückt. Drei moderne Stahlemporen sollten die alten Stengelschen Emporen ersetzen und eine große Orgel in einem freistehenden Kastengehäuse hätte den Einbau der Westempore verunmöglicht.
Nachdem die moderne Decke fertig montiert war und Krüger die Entwürfe für Orgel und Emporen im Kirchenraum als Modelle im Maßstab 1:1 ausstellte, kam es zu massiven Einwänden des Staatlichen Konservatorenamtes unter Martin Klewitz, des neu an die Universität des Saarlandes berufenen Kunsthistorikers Josef Adolf Schmoll genannt Eisenwerth und des Denkmalpflegers der Stadt Saarbrücken, Dieter Heinz, die die Wiederherstellung des Innenraumes der Ludwigskirche in den ursprünglichen Formen forderten. Begleitet wurden diese Einwände von Gutachten von Kunsthistorikern und Denkmalpflegern, von dem Protest des Politikers Heinrich Schneider sowie von bürgerschaftlichen Initiativen („Vereinigung Ludwigskirche zum Schutze saarländischer Kulturdenkmäler“, gegr. 1962), die die Pläne Rudolf Krügers entschieden ablehnten. Daraufhin wurden die Arbeiten Krügers eingestellt.
Nach etwa zehn Jahren leidenschaftlich ausgetragener Kontroverse und der Gründung eines Arbeitskreises 1965 zum Zweck der Kompromissfindung wurde die Krügersche Decke wieder demontiert und ab 1966 mit der Wiederherstellung der Stengelschen Raumkonzeption begonnen. Die Restaurierung des Innenraumes ohne die Emporen wurde am 20. April 1975 weitgehend abgeschlossen. Die Maßnahme beinhaltete die Auslegung von Sandstein-Bodenplatten, die Installation einer Fußbodenheizung, die Neuverglasung sämtlicher Fenster, die Neuanfertigung der Wandverkleidung, der Decken und des Vierungsgewölbes in Gipsstuck sowie die Bestuhlung und die Beleuchtung. 1977 wurde die Ludwigskirche in das von Bund und Land getragene Programm für Zukunftsinvestitionen aufgenommen. Bei zwanzigprozentiger Finanzbeteiligung der Kirchengemeinde wurden 3 Millionen DM für den Kirchenbau zur Verfügung gestellt. Die Bauleitung übernahm 1979 Rudolf Krügers Sohn, Klaus Krüger.
Bis 1982 wurden die Emporen in den Ost- und Westarmen der Kirche eingebaut sowie Kanzel und Orgelprospekt rekonstruiert. Nach 1982 wurden die Kirchenbänke im Westarm eingebaut und im Haupteingang und im Ostarm ein Windfang installiert. Von 1985 bis 1987 wurden wieder die vermauerten Querovalfenster der Sockelzone geöffnet und neu verglast. Danach begann man mit dem Einbau der Querhausemporen und der Rekonstruktion der Karyatiden-Hermen durch Restaurator Karsten Püschner.
Die Innenrestaurierung wurde im Jahr 2009 mit der Wiederherstellung des Fürstenstuhls (das fürstliche Gestühl, das sich auf der der Orgel gegenüber liegenden Empore befand) abgeschlossen. Nun fehlen nur noch außen 15 der ursprünglich 28 Balustraden-Figuren, die (historisch vorhandenen) Geschlechterstühle sowie die ursprüngliche Farbfassung der Außenfassade.

### Restaurierungen nach dem Ende des Zweiten Weltkriegs
Vom 19. September 2016 bis zum 29. August 2017 war die Ludwigskirche wegen weiterer Restaurierungsarbeiten geschlossen. Die Arbeiten umfassten eine Teilrestaurierung des Daches und der Giebelfenster, eine Verstärkung der Stahlkonstruktion im Glockenturm, die Erneuerung der Glockentechnik, die Erneuerung der Heizungs- und Akustikanlage und eine umfassende Renovierung der Orgel sowie die Restaurierung von 8 der 13 vorhandenen Sandsteinfiguren. Im Innern konnte durch Umstellung von Bänken die barocke Raumstruktur deutlicher betont werden; Erstmals seit 1944 wurden auch wieder Bänke auf den Seitenemporen aufgestellt. Für die Maßnahmen wurden Kosten in Höhe von 1,5 Millionen Euro veranschlagt, die aus dem Bundesprogramm Barock trifft Moderne eingeworben werden konnten. Auch die aus den 1950er Jahren stammende Stengelanlage und die direkt gegenüber liegende, ebenfalls von Stengel erbaute Friedenskirche werden im gleichen Projekt saniert.

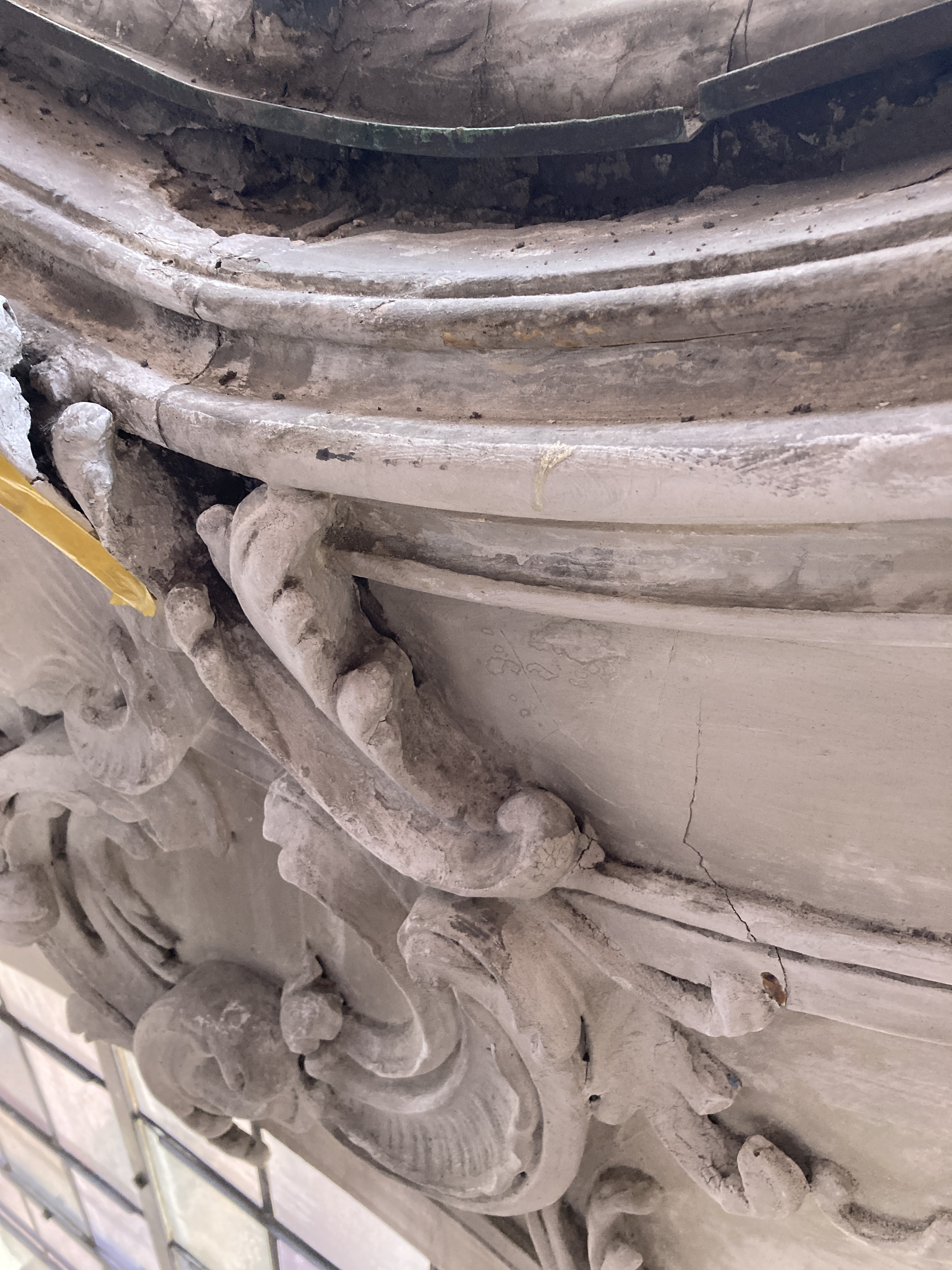
Zustand vor Sanierung 2022

Im Jahre 2022 begann eine auf drei Jahre angelegte Sanierung des Innenraumes: Die Wände und die Decke werden gereinigt und neu gestrichen (in der Farbfassung des Wiederaufbaus); die Risse und Beschädigungen der Stukkaturen behoben sowie die Einfassungen der Fenster saniert. Hier war es durch Undichtigkeiten zu durchaus massiven Bauschäden gekommen. 2022 wurde der Nordarm saniert, 2023 folgte der Südarm und 2024 das Mittelschiff. Die Gesamtkosten von ca. 1,8 Millionen Euro werden, bei einer 5-prozentigen Eigenbeteiligung der Gemeinde, praktisch hälftig von Bund und Land im Rahmen des Denkmalförderprogramms des Bundes getragen.
Die Ludwigskirche ist Eigentum der Evangelischen Kirchengemeinde Alt-Saarbrücken im Kirchenkreis Saar-West der Evangelischen Kirche im Rheinland.

## Gestaltung

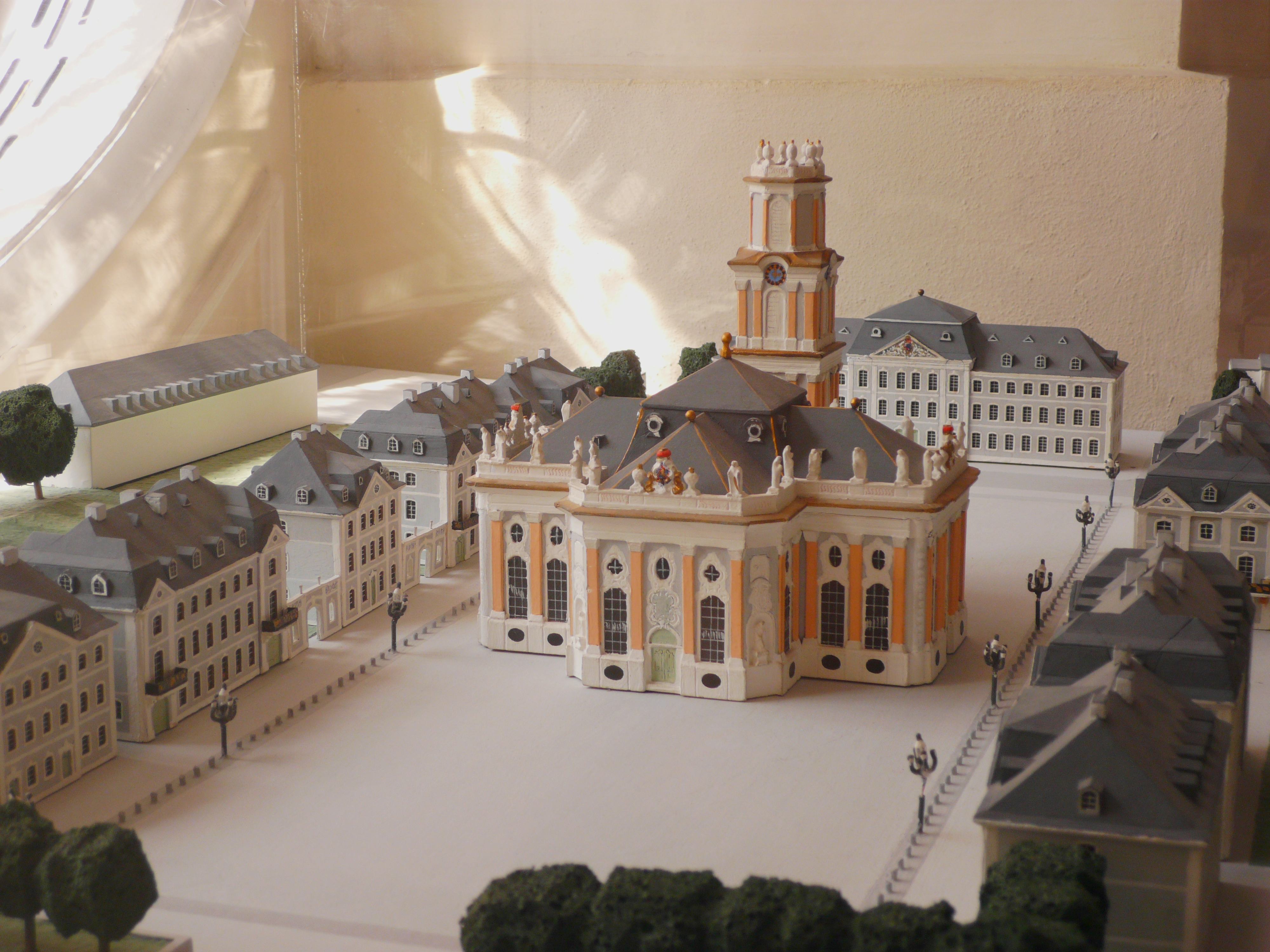
Ludwigskirche und Ludwigsplatz (Modell in angenommener Farbfassung)

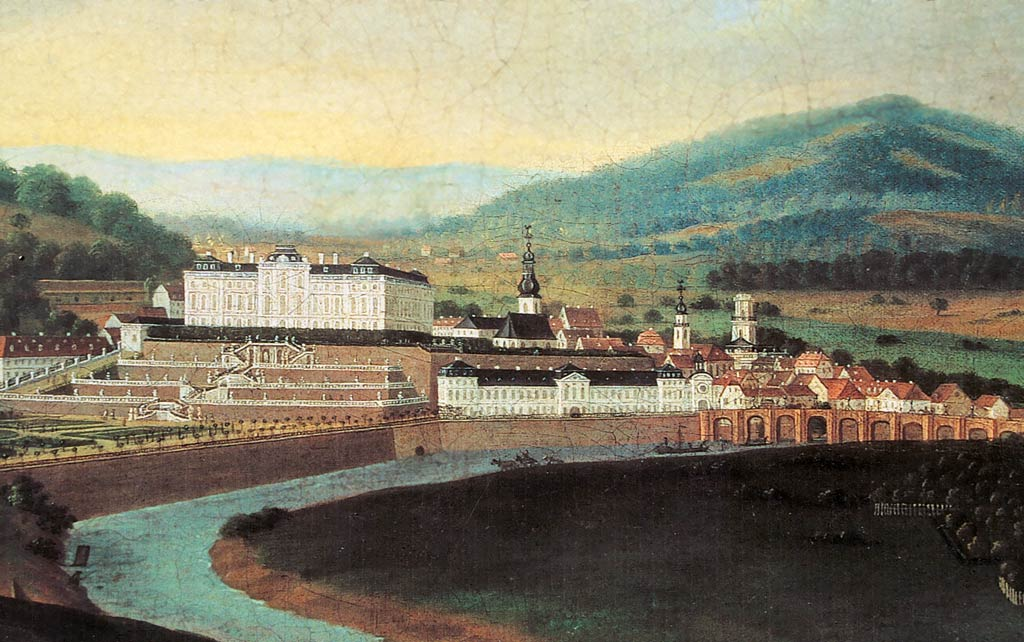
Saarbrücken um 1770 – deutlich erkennbar der weiße Turm der Ludwigskirche

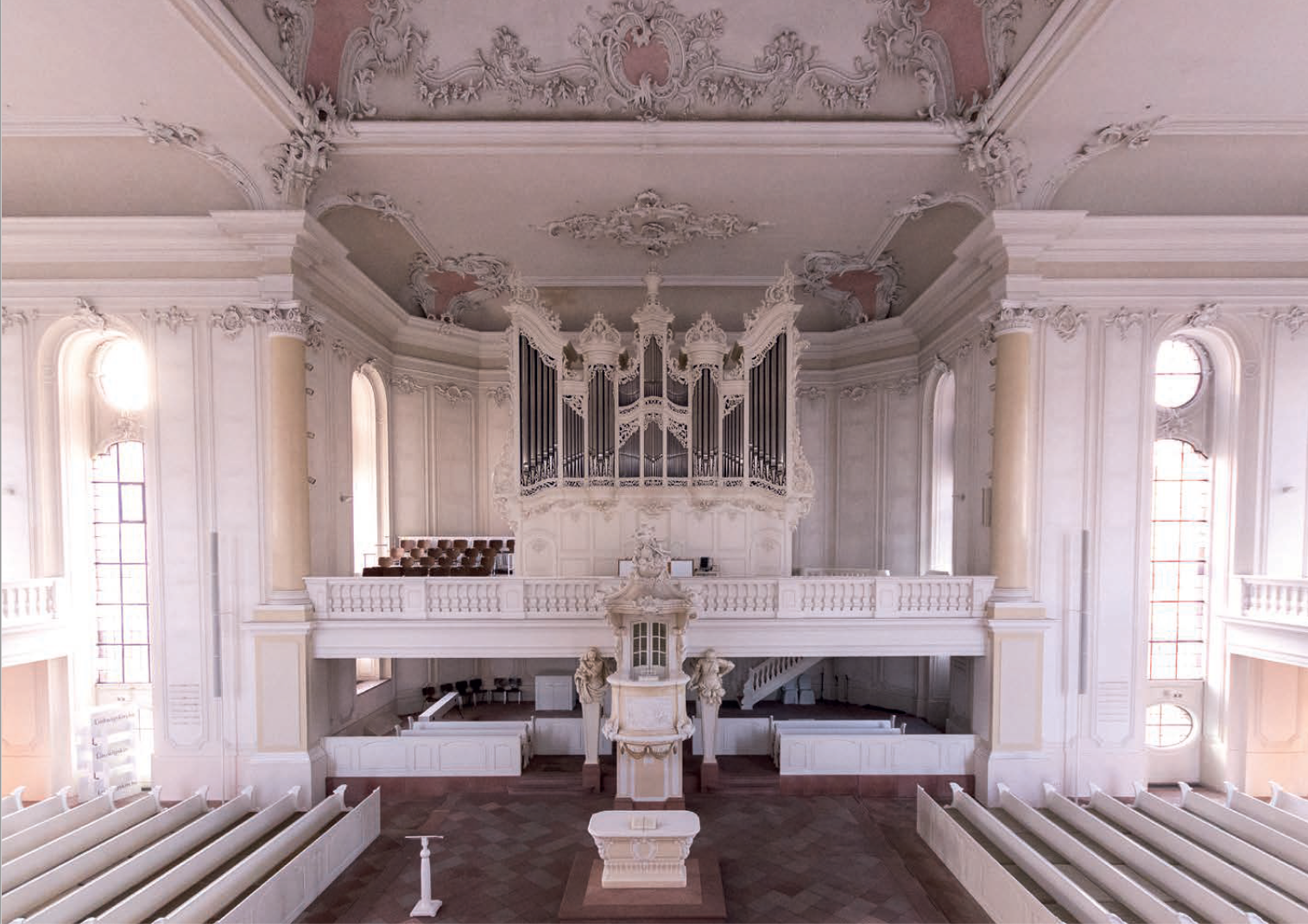
Innenraum

Der Grundriss entspricht in etwa einem griechischen Kreuz; die Achsen sind 38,5 m und 34,2 m lang und jeweils 17 m breit. Sämtliche maßlichen Festlegungen der Kirche entsprechen der damals bei Architekten üblichen Kreisgeometrie. Alle Fluchten des Gebäudes sind durch einen zwölfstrahligen Stern, der in einen Kreis eingezeichnet ist, vorgegeben. In den Risalitschrägen befinden sich außen Nischen, in denen Statuen der vier Evangelistenstatuen von Franziskus Binck aufgestellt wurden. Die Steinbalustrade wurde mit 28 Figuren geschmückt, die ebenfalls von Binck stammen und Apostel, Propheten, biblische Personen sowie Allegorien von Tugenden darstellen. So wird das Landeswappen-Amortissement der Hauptfassade von den Aposteln Petrus (links) und Paulus (rechts) flankiert. Im Uhrzeigersinn folgen der Statue des Petrus folgende Bildwerke:
- der Apostel Andreas
- Jakobus der Ältere, der Sohn des Zebedäus
- Aaron, der Hohepriester und Bruder des Mose
- Mose
- der Prophet Ezechiel
- die Allegorie der Spes (Hoffnung)
- Monogramm-Amortissement Wilhelm Heinrichs
- die Allegorie der Misericordia (Barmherzigkeit)?
- der Prophet Jeremia
- die Allegorie der Justitia (Gerechtigkeit)
- die Allegorie der Prudentia (Klugheit)
- Jakobus, Sohn des Alphäus
- Simon Zelotes
- Johannes der Täufer
- der Apostel Judas Thaddäus
- der Apostel Matthäus
- der Apostel Philippus
- die Allegorie der Veritas (Wahrheit)?
- die Allegorie der Pax (Frieden)?
- der Prophet Jesaja
- die Allegorie der Caritas (Nächstenliebe)
- Medaillon-Amortissement Wilhelm Heinrichs
- die Allegorie der Fides (Glaube)
- der Prophet Daniel
- König David
- Abraham
- der Apostel Bartholomäus
- der Apostel Thomas

Von diesen Figuren waren 1906 viele durch Umwelteinflüsse und die Auswirkungen der Industrialisierung des 19. Jahrhunderts so schwer beschädigt, dass die Hälfte durch Kopien ersetzt werden musste. Die Bombennacht von 1944 fügte weitere schwere Verluste hinzu. Von den derzeit 13 vorhandenen Figuren ist lediglich eine, nämlich der Prophet Daniel, noch aus dem 18. Jahrhundert. Von den 1906 abgenommenen Figuren überlebten einige im Magazin und konnten im späten 20. Jahrhundert an neuen Orten aufgestellt werden: Der originale Apostel Paulus von 1775 steht nun im Brunnenhaus vor dem Saarbrücker Schloss, und im Foyer des Schlosses befinden sich die beiden Allegorien für „Glaube“ und „Liebe“.
Das Innere der Kirche ist mit ornamentalem Stuck (Kartuschen, Rocaille) dekoriert. In allen vier Kreuzarmen befinden sich Emporen, die jeweils von zwei (Süd- und Nordempore) bzw. vier (Orgel- und Fürstenempore) Karyatiden getragen werden. Die Nordempore wird von den Allegorien der Hoffnung und der Geduld getragen, die Südempore von den Allegorien des Wohlstands und des Friedens. Die Fürstenempore wird gestützt von vier allegorischen Figuren des sog. weltlichen und geistlichen Regiments (gemäß der lutherischen Zwei-Reiche-Lehre) mit den Attributen Zepter, Rutenbündel, Schlüssel und Herz. Die allegorischen Stützen der Orgelempore sind in der ersten Reihe das Sakrament und die Verkündigung (gemäß Artikel 7 des Augsburger Bekenntnisses von 1530 die „Kennzeichen der wahren Kirche“), in der zweiten Reihe die Vokalmusik und die Instrumentalmusik.
Der Fußboden ist aus Sandstein. Das Kirchenschiff und die Seitenemporen waren der Platz der Saarbrücker Bürger, während für die privilegierten Familien der Residenzstadt Geschlechterlogen unter den drei Emporen angelegt worden waren. Die Zugänge zu den Logen waren mit den jeweiligen Familienwappen geschmückt und vom übrigen Kirchenraum durch eine mit filigranen Sprossen verglaste Wand abgeteilt. Durch kleine Holzkohleöfen waren diese Logen im Winter beheizbar. Auch die Fürstenloge war ursprünglich verglast.
Das Besondere an der Innengestaltung ist einerseits die insgesamt in die Breite gerichtete Anordnung der ganzen Kirche (man spricht von einer „Querkirche“ oder „Breitsaalkirche“) und darin wiederum die gestufte Anordnung von Altar, Kanzel und Orgel übereinander (ein sogenannter „Kanzelaltar“) – eine für evangelische Kirchen neu entwickelte Anordnung, die von Stengel schon in anderen Bauten in früheren Jahren realisiert worden war (z. B. Evangelische Kirche Grävenwiesbach, Friedenskirche (Saarbrücken)).
Um die Gleichwertigkeit der Wortverkündigung des „reinen Evangelii“ (sola-scriptura-Prinzip Luthers) und des Abendmahls (Lutherische Prinzipien: solus Christus, sola fide, sola gratia) zu dokumentieren, schuf man vor allem in protestantischen Kirchen in Mittel- und Norddeutschland eine aus Altar und Kanzel bestehende gestalterische Einheit, in die bisweilen auch die Orgel integriert wurde. Als ältestes Beispiel (1585–1590) gilt der Kanzelaltar in der Schlosskapelle von Schmalkalden in Thüringen. Die Reliefs des Kanzelkorbes zeigen die vier Evangelistensymbole und im Zentrum den Missionsbefehl des Auferstandenen an die 11 Jünger (Matthäus 28).
Stengel entwarf nicht nur den Gesamtplan der Kirche und der umliegenden Palais’ vom Türgriff bis zur Gesamtanlage, sondern passte Kirche und Platz auch in zwei große städtebauliche Sichtachsen ein, von denen die eine, die von der sogenannten „Alten Kirche“ im Stadtteil St. Johann durch die heutige Wilhelm-Heinrich-Straße und das Hauptportal bis auf den Altar reichte, heute noch erkennbar ist: die sog. „Stengelachse“. Die andere zeigte über den heute zur saarländischen Staatskanzlei weisenden Ausgang bis auf das ehemalige fürstliche Lustschlösschen auf dem Ludwigsberg, den sogenannten Ludwigspark.

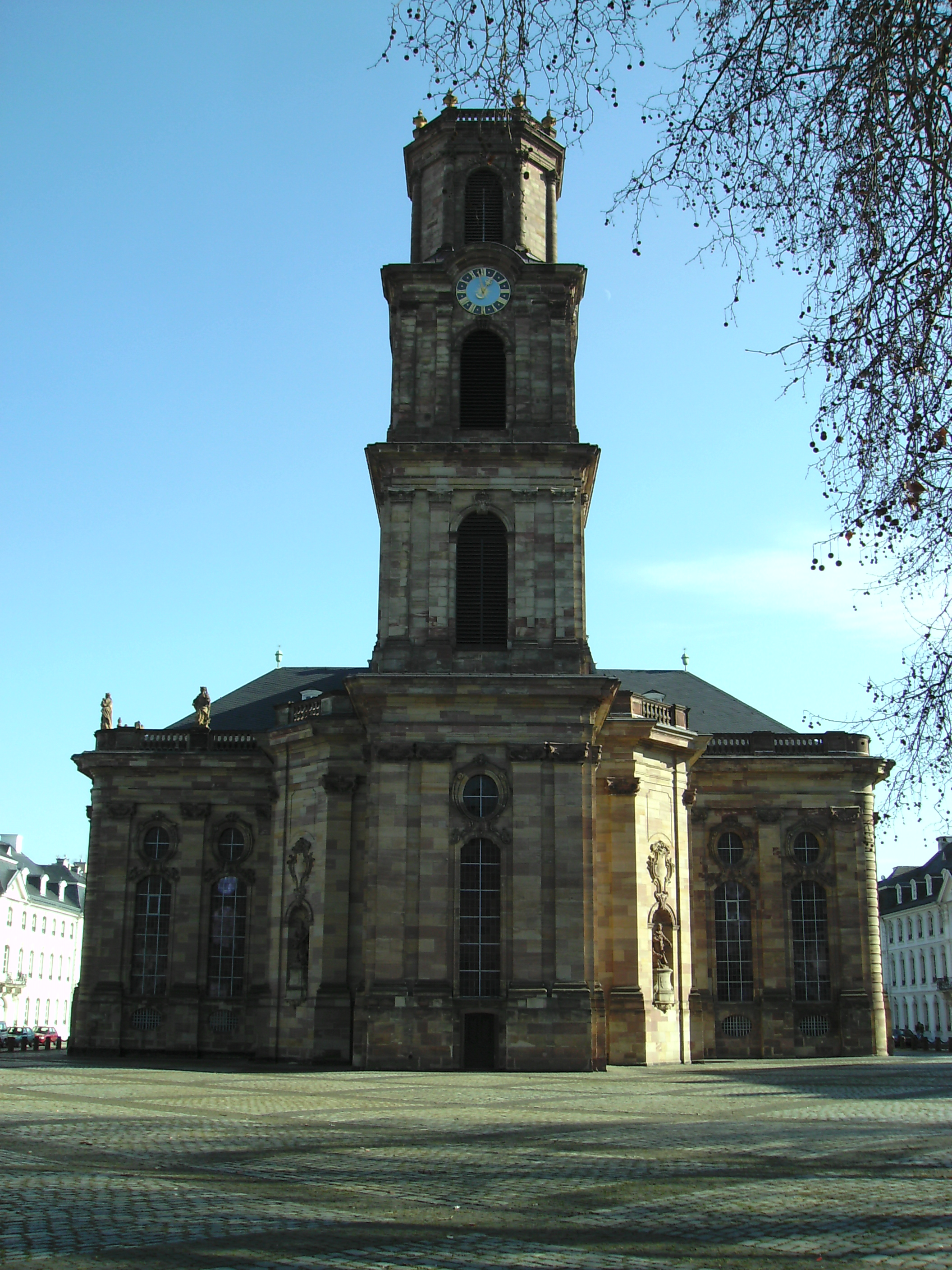
Westansicht
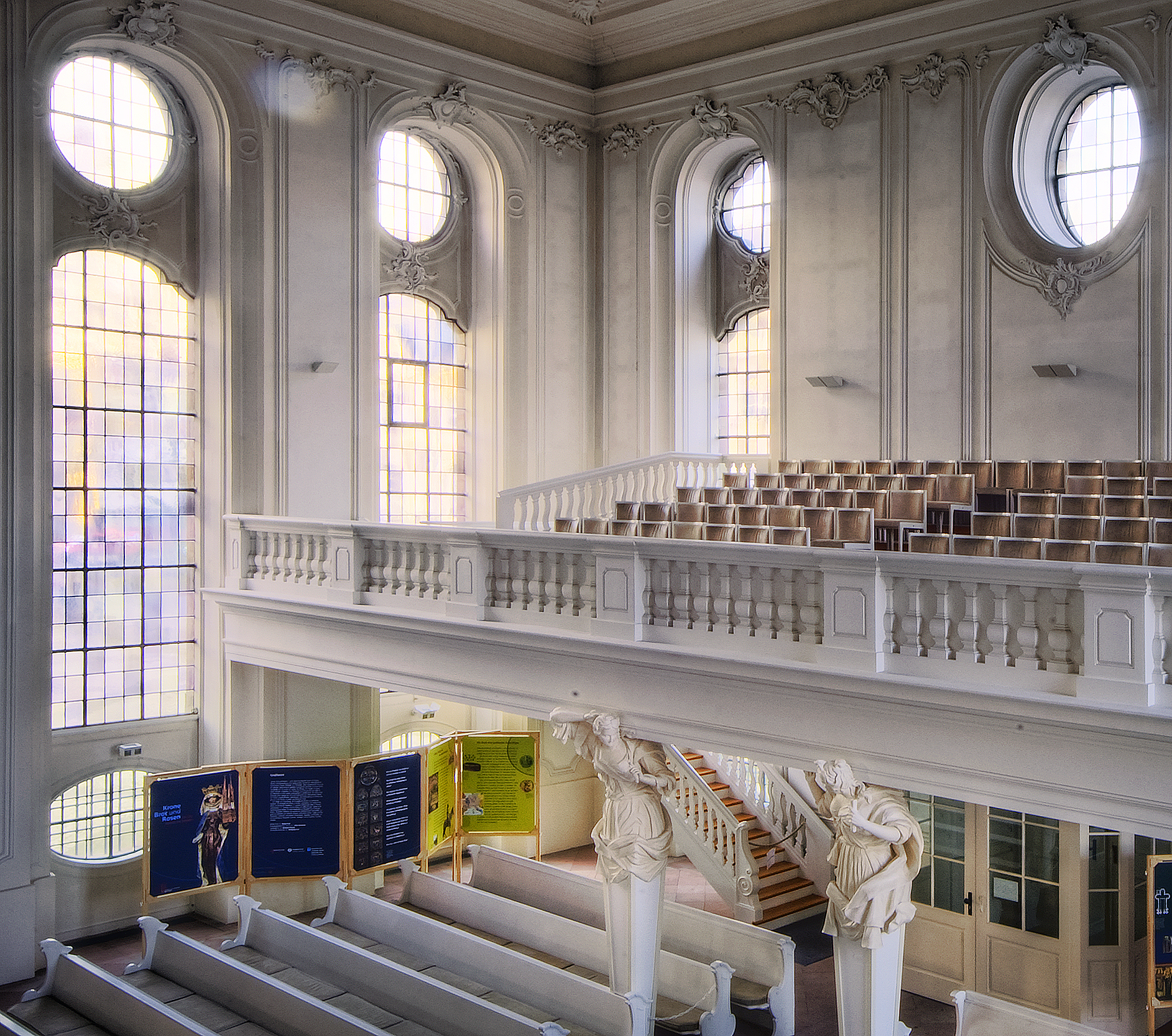
Innenraum der Ludwigskirche, 2007 (noch ohne Fürstenstuhl)
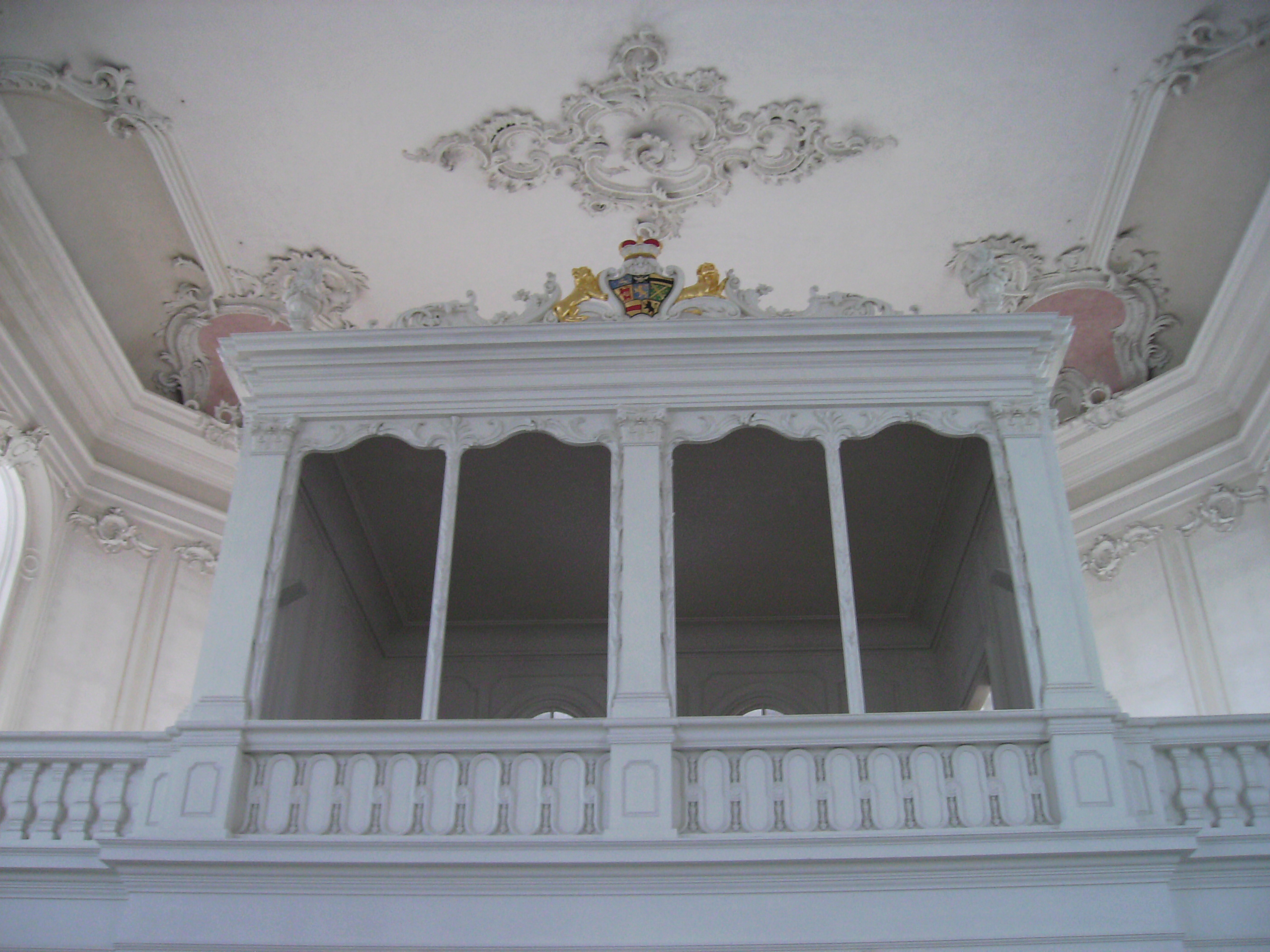
Fürstenstuhl
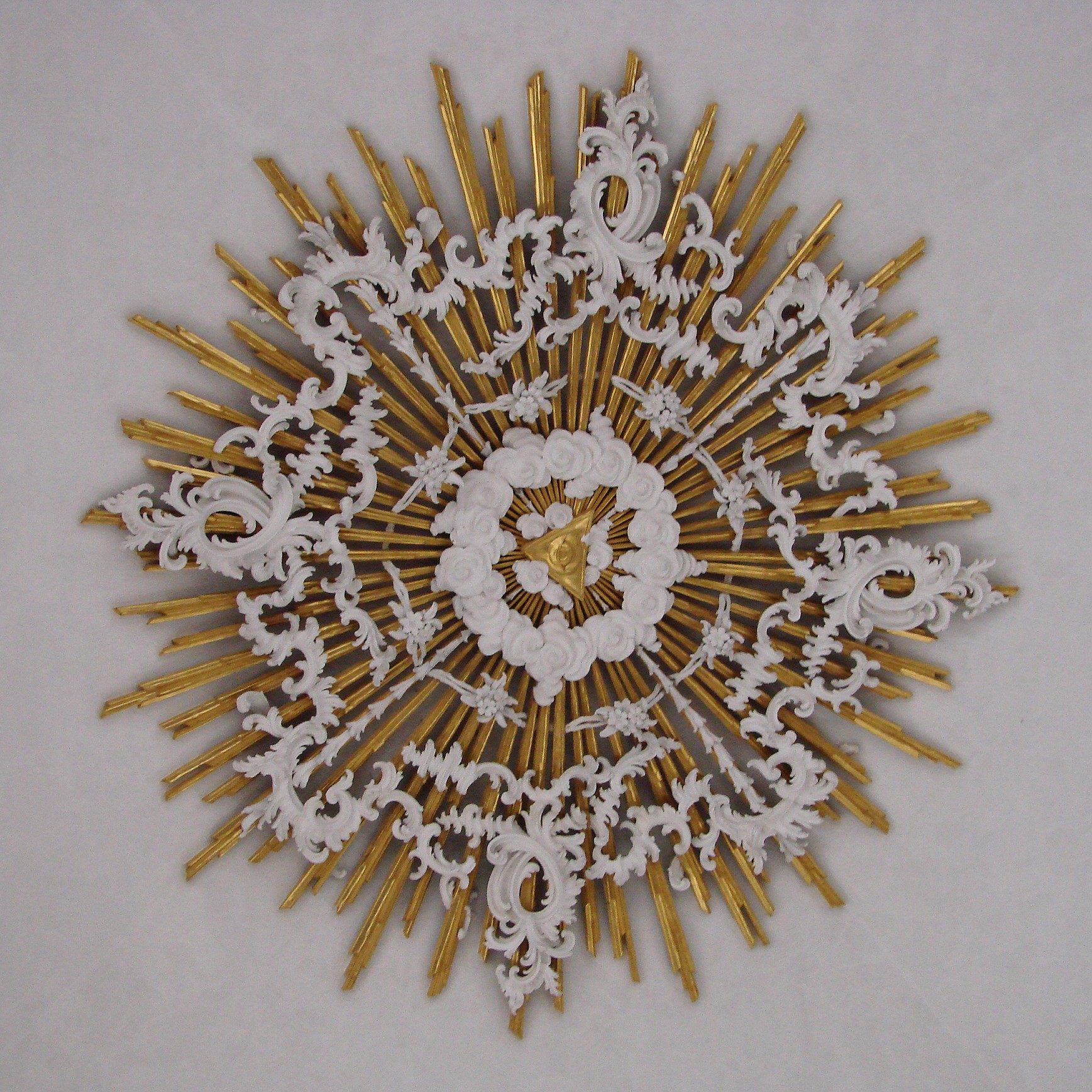
Zentrale Deckenverzierung: Gottessymbol in Strahlensonne, 2007
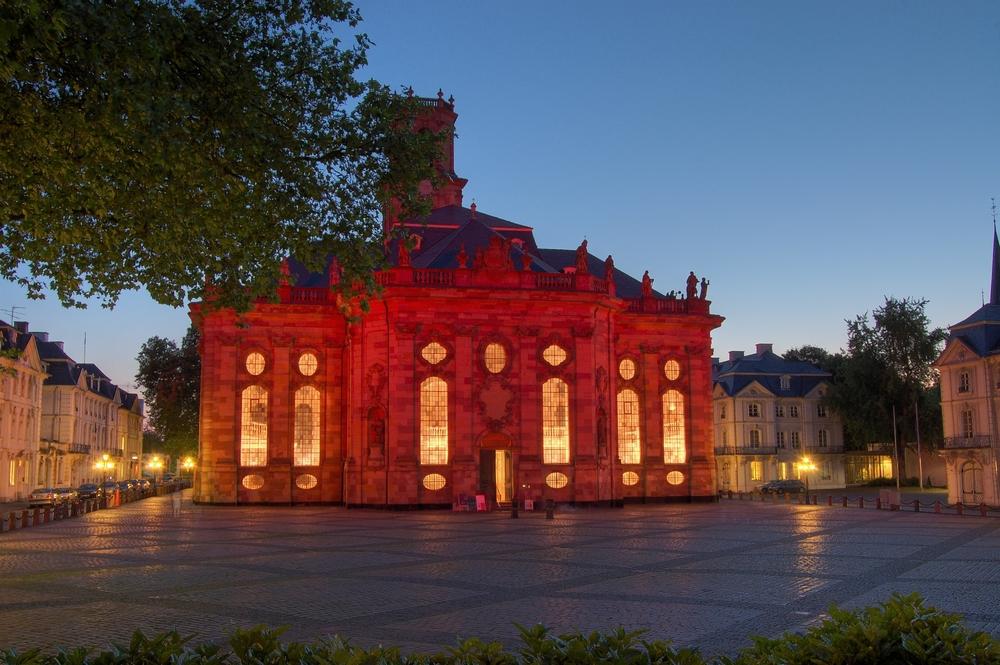
Die Ludwigskirche illuminiert in pfingstlichem Rot, 2009
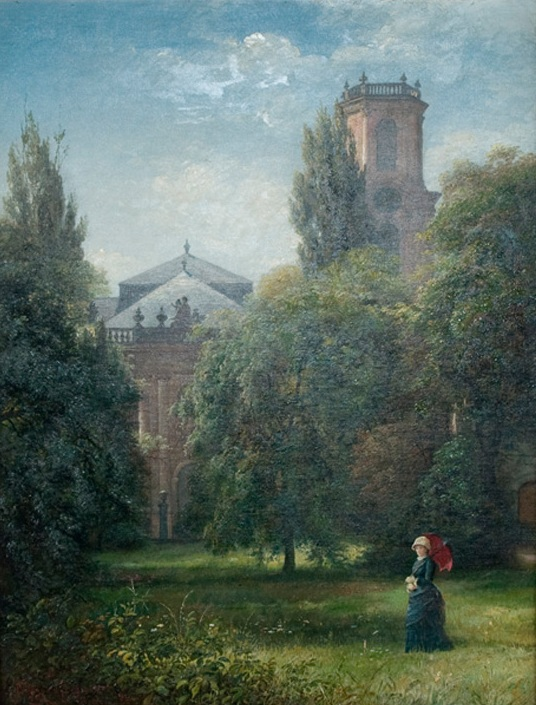
Ludwigskirche im Jahr 1885, vom Platz der heutigen Saarländischen Staatskanzlei aus gesehen (Gemälde von Nathanael Schmitt)

## Orgel

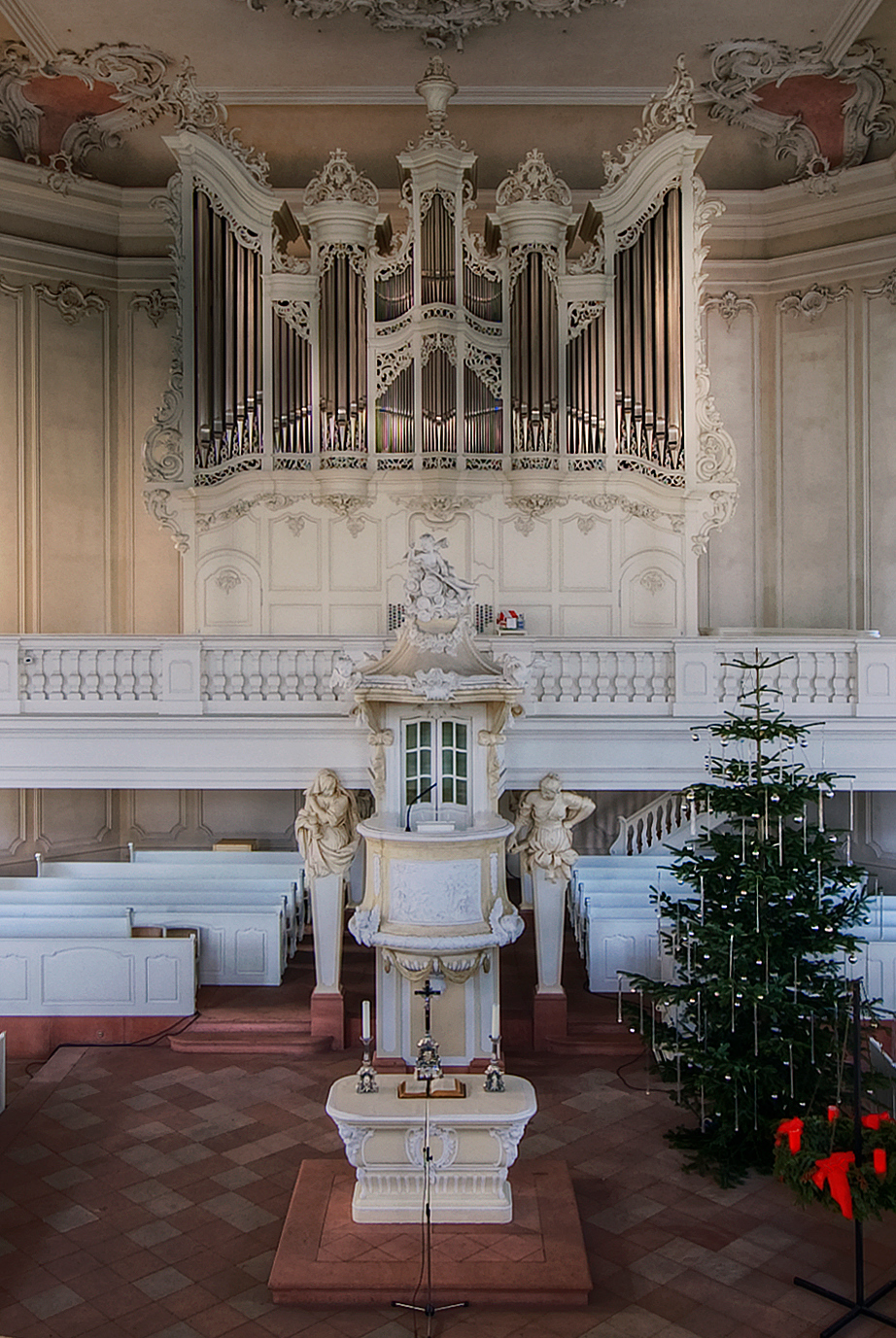
Kanzelaltar und Orgelprospekt

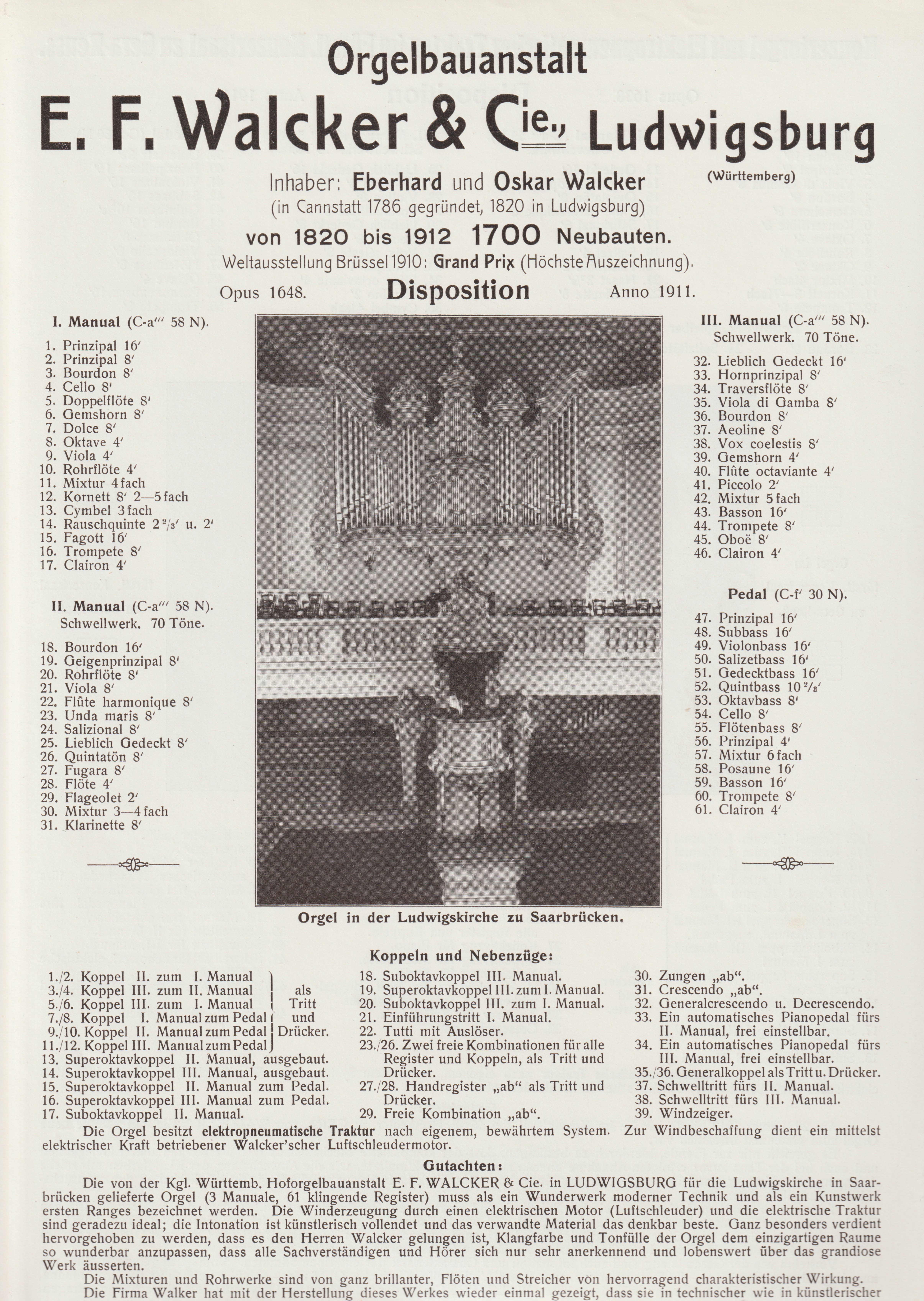
Anzeige zur Einweihung der Walcker-Orgel 1911

Die Ludwigskirche war bis 1944 mit einer dreimanualigen Orgel ausgestattet, die Mitte des 18. Jahrhunderts von dem Orgelbauer Stumm (Rhaunen-Sulzbach) mit 37 Registern erbaut worden ist. Im 19. Jahrhundert wurde sie durch die Firma Walcker erweitert und auf die Orgelempore weiter nach hinten Richtung Turm versetzt. Das heutige Orgelgehäuse ist eine Rekonstruktion dieses historischen Gehäuses. Es wurde zusammen mit dem Orgelwerk 1982 fertiggestellt. Das Instrument stammt aus der Orgelbaufirma Rudolf von Beckerath (Hamburg), den Prospekt fertigte die Schweizer Orgelbaufirma Kuhn. 2017 wurde die Orgel aufwändig saniert, neu intoniert und eine neue digitale Setzeranlage mit Netzwerkanschluss eingebaut.
Die Orgel hat 47 Register auf drei Manualen und Pedal. Die Trakturen und Koppeln sind mechanisch.
| I Hauptwerk C–g3 |              |       |
| 01.              | Bordun       | 16′   |
| 02.              | Prinzipal    | 08′   |
| 03.              | Spitzflöte   | 08′   |
| 04.              | Gamba        | 08′   |
| 05.              | Blockflöte 0 | 04′   |
| 06.              | Oktave       | 04′   |
| 07.              | Quinte       | 2 ⁄3′ |
| 08.              | Oktave       | 02′   |
| 09.              | Mixtur VI    |       |
| 10.              | Fagott       | 16′   |
| 11.              | Trompete     | 08′   |

| II Schwellwerk C–g3 |                      |        |
| 12.                 | Violprinzipal        | 08′    |
| 13.                 | Holzflöte            | 08′    |
| 14.                 | Gemshorn             | 08′    |
| 15.                 | Schwebung            | 08′    |
| 16.                 | Oktave               | 04′    |
| 17.                 | Traversflöte         | 04′    |
| 18.                 | Nasat                | 2 ⁄3′  |
| 19.                 | Flachflöte           | 02′    |
| 20.                 | Terz                 | 1 3⁄5′ |
| 21.                 | Sifflöte             | 01′    |
| 22.                 | Scharfmixtur IV-VI 0 |        |
| 23.                 | Englischhorn         | 16′    |
| 24.                 | Hautbois             | 08′    |
| 25.                 | Clairon              | 04′    |
|                     | Tremulant            |        |

| III Oberwerk C–g3 |                   |       |
| 26.               | Holzgedackt       | 08′   |
| 27.               | Quintadena        | 08′   |
| 28.               | Prinzipal         | 04′   |
| 29.               | Rohrflöte         | 04′   |
| 30.               | Oktave            | 02′   |
| 31.               | Quinte            | 1 ⁄3′ |
| 32.               | Sesquialtera II 0 | 2 ⁄3′ |
| 33.               | Zimbel III        |       |
| 34.               | Rankett           | 16′   |
| 35.               | Cromorne          | 08′   |
|                   | Tremulant         |       |

| Pedal C–f1 |                    |         |
| 36.        | Subbaß             | 16′     |
| 37.        | Prinzipal          | 16′     |
| 38.        | Quinte             | 10 2⁄3′ |
| 39.        | Oktave             | 08′     |
| 40.        | Gemshorn           | 08′     |
| 41.        | Oktave             | 04′     |
| 42.        | Nachthorn          | 02′     |
| 43.        | Rauschpfeife III 0 |         |
| 44.        | Mixtur VI          |         |
| 45.        | Posaune            | 16′     |
| 46.        | Trompete           | 08′     |
| 47.        | Trompete           | 04′     |

- Koppeln: II/I, III/I, III/II, I/P, II/P, III/P
- Spielhilfen: Plenum, Tutti, digitale Setzeranlage

## Glocken
Nachdem man im Ersten Weltkrieg die Bronzeglocken hatte abliefern müssen, entschloss sich das Presbyterium nach Kriegsende, preiswertere und für zukünftige Kriegszwecke nicht gefährdete Gussstahlglocken anzuschaffen. Im Jahr 1921 erstellte die Gussstahlfirma Bochumer Verein ein vierstimmiges Geläut, das bis heute noch erklingt. Das gesamte Bruttogewicht aller Glocken beträgt 7250 kg. 2016 wurde der Glockstuhl verstärkt und die Stahljoche der Glocken durch solche aus Holz ersetzt; auch erhielten alle Glocken neue Klöppel. Die Elektrik und die Schlaghämmer aller Glocken wurden erneuert, sodass der Stundenschlag wieder erklingen kann.
| Nr. | Name                      | Inschrift                                  | Nominal | Gussjahr | Glockengießer   | Gewicht (kg) | Durchmesser (cm) |
| 1   | Christusglocke            | „Kommt her zu mir alle“                    | a0      | 1921     | Bochumer Verein | 3300         | 198,8            |
| 2   | Paulusglocke              | „Ist Gott für uns, wer mag wider uns sein“ | c1      | 1921     | Bochumer Verein | 1900         | 167,3            |
| 3   | Lutherglocke              | „Ein feste Burg ist unser Gott“            | es1     | 1921     | Bochumer Verein | 1200         | 143              |
| 4   | Ernst-Moritz-Arndt-Glocke | „Ich weiß, woran ich glaube“               | ges1    | 1921     | Bochumer Verein | 850          | 126              |

## Ludwigsplatz

Planskizze der ursprünglich vorgesehenen Bebauung für den Ludwigsplatz

Der die Kirche umgebende Ludwigsplatz war von Anfang an ein integraler Teil der Stengelschen Gesamtkonzeption. Der ursprüngliche Plan sah einen langgestreckten rechteckigen Platz vor, an dessen Langseiten vier verschieden gestaltete Typen von adeligen Stadtpalais platziert und dessen Stirnseiten von zwei großen öffentlichen Gebäuden abgeschlossen werden sollten. Dieses Konzept wurde noch während der Bauzeit dahingehend geändert, dass das den Platz nach Osten abschließende Gebäude (in dem das Ludwigsgymnasium untergebracht war) zugunsten der Sichtachse nach St. Johann (der sogenannten „Stengelachse“, heute durch die Wilhelm-Heinrich-Straße markiert) durchbrochen wurde und nur das westliche Gebäude (das damalige Waisenhaus, heute Sitz der Hochschule der Bildenden Künste Saar) unversehrt erhalten blieb. Die Reste des Gymnasiums, also die beiden durchbrochenen Restteile im Osten, die beim großen Bombenangriff 1944 schwer beschädigt wurden, wurden 1945 abgerissen, sie standen ungefähr an der Stelle, die heute das obere Plateau der Freitreppe ausmacht. Im Palais Freithal war von Kriegsende bis 1980 das Staatliche Konservatoramt und das Museum für Vor- und Frühgeschichte untergebracht. Von den Palais der Längsseiten wurden die vier kleinsten, für die Ecken des Platzes vorgesehenen Bauten ebenso wie das nordwestliche Gebäude nie ausgeführt – wodurch es möglich war, zwischen Waisenhaus und Kirche eine Straße verlaufen zu lassen, die den Platzeindruck ebenso schmälert wie der zum Teil noch vorhandene Baumbestand. Im Gegensatz dazu ist der Platz, der heute von der Staatskanzlei eingenommen wird, von Stengel bewusst frei gelassen worden, um eine zweite Sichtachse, nämlich hinauf zum fürstlichen Park auf dem Ludwigsberg herzustellen. Der Schnittpunkt der beiden Sichtachsen befindet sich genau am Hauptaltar der Kirche.

## Briefmarken und Münzen
Schon in den 1920er Jahren gab die Völkerbundsverwaltung des Saargebietes eine Briefmarkenserie mit den Karyatiden der Ludwigskirche heraus. 1965 wurde die Ludwigskirche in der Briefmarkenserie Hauptstädte der Länder der Bundesrepublik Deutschland abgebildet; gleiches geschah 2007 anlässlich des 50-jährigen Bestehens des Bundeslandes Saarland. Als Wahrzeichen der Landeshauptstadt Saarbrücken wurde 2009 die Ludwigskirche auf die 2-Euro-Gedenkmünzen geprägt, da das Saarland in diesem Jahr turnusgemäß den Vorsitz im Bundesrat innehatte.

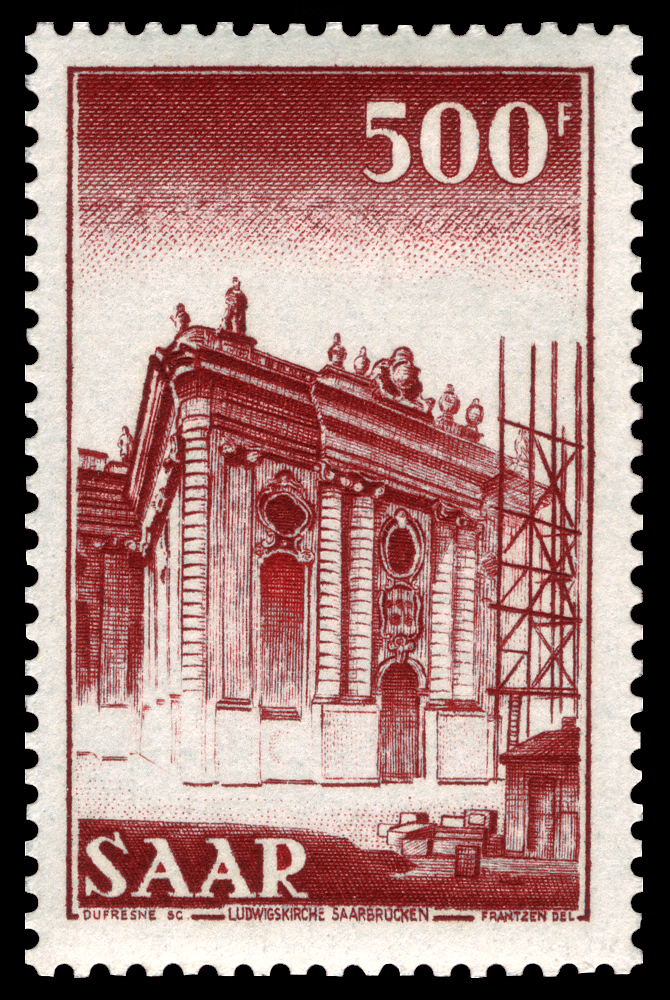
Briefmarke des Saarprotektorates (1953)
2-Euro-Gedenkmünze aus der Serie „Bundesländer“ 2009